# Источни-Мостар
Община Источни-Мостар (серб. Општина Источни-Мостар; дословно: Восточный Мостар) —  община (муниципалитет) на юге Республики Сербской с центром в селе Зимле, к востоку от города Мостар (который относится к ФБиГ).

## Население
По переписи населения 2013 года численность населения общины Источни-Мостар составила 280 человек, по переписи 1991 года —  в 3-х нп — 1 200 человек.
Этнический состав населения общины Источни-Мостар (3 нп довоенной общины Мостар) по переписи 1991 года:
- боснийские мусульмане — 941 (78,42 %);
- хорваты — 159 (13,25 %);
- сербы — 95 (7,92 %);
- югославы — 1 (0,08 %);
- остальные, неопределённые и неопознанные — 4 (0,33 %).

Всего: 1200 чел.

## Населённые пункты
В состав общины входит 3 населённых пункта.
Список населённых пунктов общины Источни-Мостар с численностью населения по переписям 1991 и 2013 гг.:
|   | нас. пункт | серб.    | босн.    | 1991 | 2013 |
| - | ---------- | -------- | -------- | ---- | ---- |
| 1 | Зимле      | Зијемље  | Zijemlje | 153  | 210  |
| 2 | Камена     | Камена   | Kamena   | 399  | 0    |
| 3 | Кокорина   | Кокорина | Kokorina | 648  | 0    |
|   | всего      | укупно   |          | 1200 | 280  |

## История
До боснийской войны существовала единая община Мостар в составе 57 населённых пунктов. В 1995 году по Дейтонским соглашениям она была разделена между ФБиГ и РС на общины Мостар (54 нп, включая город Мостар) и Источни-Мостар (3 нп) соответственно. Последняя сперва носила название Српски-Мостар (серб. Општина Српски Мостар).